# Kernbereich exekutiver Eigenverantwortung
Der Kernbereich exekutiver Eigenverantwortung (auch Geheimbereich oder Arkanbereich genannt) bezeichnet den Initiativ-, Beratungs- und Handlungsbereich der Exekutive, welcher der parlamentarische Kontrolle entzogen ist. Durch ihn soll die Gewaltenteilung gewahrt werden, indem ein „Hineinregieren“ der Legislative verhindert wird. Der Umfang dieses Kernbereichs lässt sich nicht generell bestimmen, vielmehr ist er unter Abwägung der verfassungsrechtlichen Aufgaben von Regierung und Parlament im Einzelfall zu bestimmen.

## Grundlagen und Entwicklung
Anlässlich der Flick-Affäre verlangte der Untersuchungsausschuss des Bundestages die Herausgabe einer Reihe von Unterlagen aus dem Finanz- bzw. Wirtschaftsministerium. Die Ministerien übergaben dem Untersuchungsausschuss lediglich einen Teil der geforderten Unterlagen und verweigerten im Übrigen die Herausgabe unter Berufung auf das Steuergeheimnis. Hiergegen erhoben Mitglieder des Untersuchungsausschusses Klage vor dem Bundesverfassungsgericht (BVerfG). Das BVerfG hatte letztlich darüber zu entscheiden, ob die Exekutive das Recht hat, der Legislative die Herausgabe von Unterlagen zu verweigern. Hierzu stellt das BVerfG fest, dass es einen aus dem Gewaltenteilungsprinzip folgenden Geheimbereich der Exekutive gibt, der der parlamentarischen Kontrolle entzogenen ist.

„Die Verantwortung der Regierung gegenüber Parlament und Volk setzt notwendigerweise einen Kernbereich exekutiver Eigenverantwortung voraus, der einen auch von parlamentarischen Untersuchungsausschüssen grundsätzlich nicht ausforschbaren Initiativbereich, Beratungsbereich und Handlungsbereich einschließt.“

## Umfang
Zur Bestimmung des Umfangs dieses Kernbereichs stellt das BVerfG darauf ab, ob der Vorgang abgeschlossen ist. Eine Verpflichtung der Regierung zur Information über nicht abgeschlossene Vorgänge besteht regelmäßig nicht. Sie bürgt die Gefahr des Mitregierens Dritter. Zudem könnte eine freimütige Diskussion unter den Regierungsmitgliedern beeinträchtigt werden. Hingegen kann die Regierung bei abgeschlossenen Vorgängen nur unter besonderen Umständen dem Parlament die Herausgabe von Informationen verweigern. Diese Umstände können insbesondere bei außenpolitischen Bezügen der Fragestellung oder bei sicherheitsrelevanten Fragen vorliegen.

### Anwendung in Deutschland
Im Rahmen der Out-of-Area-Debatte berief sich die Bundesregierung beim Einsatz von AWACS und einem Kriegsschiff ohne vorherige Parlamentskonsultation auf den Kernbereich der exekutiven Eigenverantwortung. Die SPD klagte dagegen vor dem Bundesverfassungsgericht.

## Vereinigte Staaten
Die amerikanische Verfassungsordnung kennt ein „Executive privilege“. Danach sind der Legislative und der Judikative Einblicke in bestimmte Vorgänge verwehrt. In dem Verfahren vor dem Obersten Gerichtshof der Vereinigten Staaten United States v. Nixon wurde festgestellt, dass es einen inneren Kern von exekutiven Vorgängen gibt, der der Kontrolle der anderen Verfassungsorgane entzogen sind. Die Herleitung erfolgt gleichfalls aus dem Gewaltenteilungsprinzip.

## Österreich
Nach Artikel 53 Abs. 2 des Bundes-Verfassungsgesetzes (B-VG) darf ein Untersuchungsausschuss nur einen abgeschlossenen Vorgang behandeln. Die Beantwortung einer parlamentarischen Anfrage kann die Regierung verweigern, diese Weigerung ist zu begründen. Hierdurch sind die Kontrollrechte von Nationalrat und Bundesrat in vergleichbarem Umfang eingeschränkt.